# І на Тихому океані...
«І на Тихому океані...» (рос. «И на Тихом океане...») — радянський художній фільм, поставлений на кіностудії «Мосфільм» у 1973 році режисером Юрієм Чулюкіним за мотивами п'єси Всеволода Іванова «Бронепоїзд 14-69».

## Сюжет
Останні дні громадянської війни. Відтіснені Червоною Армією до Тихого океану, білогвардійські війська намагаються утриматися при владі. Свої надії вони покладають на бронепоїзд, який доставить їм боєприпаси. Але поїзд захоплюють партизани.

## У ролях
- Анатолій Кузнецов —  керівник підпілля, більшовик, Ілля Герасимович Пеклеванов
- Тетяна Данильченко —  Маша, дружина Пеклеванова
- Віктор Авдюшко —  Микита Єгорович Вершинін
- Любов Соколова —  Парасковія
- Віктор Філіппов —  Прокіп Знобов
- Лев Поляков —  Семен
- Сергій Мартинов —  Міша-студент
- Олександр Смирнов —  Міроша
- Володимир Уан-Зо-Лі —  Сін-Бін-У
- Микита Подгорний —  Олександр Петрович Незеласов
- Євген Шутов —  Обаб
- Сергій Курилов —  генерал Дітерікс
- Дмитро Массанов —  полковник
- Кіра Головко —  Надія Львівна
- Валентина Титова —  Варя
- Сергій Голованов —  Кирило Львович
- Володимир Басов —  начальник залізничної станції
- Віктор Колпаков —  начальник в'язниці
- Віктор Маркін —  революціонер

## Знімальна група
- Сценарій —  Олександр Горохов,  Тамара Іванова,  Юрій Чулюкін
- Постановка —  Юрій Чулюкін
- Головний оператор —  Герман Шатров
- Головний художник —  Микола Маркін
- Композитор — Оскар Фельцман